# إجنيترون

(1) الأنود ، (2) الكاثود ، (3) الإشعال ، (4) الزئبق ، (5) عوازل السيراميك ، (6) سائل التبريد

إجنيترون أو إجنترون (وبالانجليزية: ignitron) هو نوع من أنبوب تفريغ تستخدم تسيطر المعدل والتي يرجع تاريخها من 1930s. اخترعها جوزيف سليبيان أثناء عمله لدى وستنجهاوس، كانت شركة وستنجهاوس هي الشركة المصنعة الأصلية وحقوق العلامات التجارية المملوكة لاسم «إجنيترون». ترتبط الإشعالات ارتباطًا وثيقًا بصمامات القوس الزئبقي ولكنها تختلف في طريقة اشتعال القوس. تعمل بشكل مشابه للثيراترونات. تؤدي النبضة المحفزة إلى قطب المشعل إلى «تشغيل» الجهاز، مما يسمح بتدفق تيار عالٍ بين قطبي القطب الموجب والقطب الموجب. بعد تشغيله، يجب تقليل التيار عبر القطب الموجب إلى الصفر لإعادة الجهاز إلى حالته غير الموصلة. يتم استخدامها لتبديل التيارات العالية في التطبيقات الصناعية الثقيلة.

## البناء والتشغيل

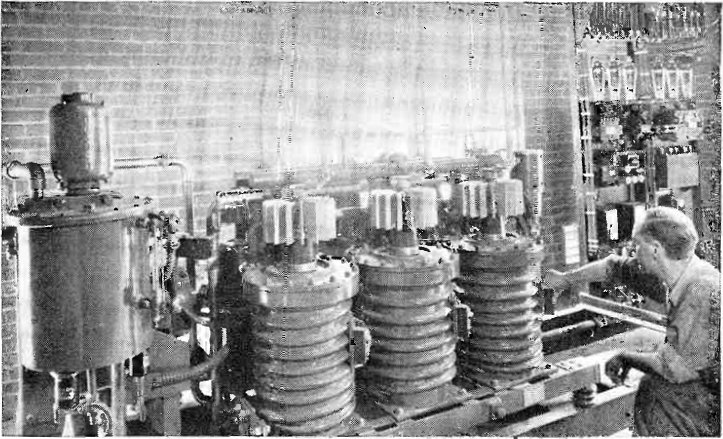
مقومات إيغنيترون لتشغيل العملية الصناعية ، 1945

عادة ما يكون الإشتعال عبارة عن حاوية فولاذية كبيرة بها تجمع من الزئبق في الأسفل يعمل ككاثود أثناء التشغيل. تعمل أسطوانة كبيرة من الجرافيت أو المعدن المقاوم للصهر، مثبتة فوق البركة بواسطة وصلة كهربائية معزولة، كأنود. قطب إشعال (يسمى المشعل)، مصنوع من مادة شبه موصلة مقاومة للصهر مثل كربيد السيليكون،  ينبض لفترة وجيزة بتيار عالٍ لتكوين نفخة من بلازما الزئبق الموصلة كهربائياً. تقوم البلازما بسرعة بسد المسافة بين حوض الزئبق والأنود، مما يسمح بالتوصيل الثقيل بين الأقطاب الكهربائية الرئيسية. على سطح الزئبق، يؤدي التسخين بواسطة القوس الناتج إلى تحرير أعداد كبيرة من الإلكترونات التي تساعد في الحفاظ على قوس الزئبق. وبالتالي، يعمل سطح الزئبق ككاثود، والتيار عادة ما يكون في اتجاه واحد فقط. بمجرد الاشتعال، سيستمر الإشعال في تمرير التيار حتى يتم قطع التيار خارجيًا أو عكس الجهد المطبق بين الكاثود والأنود.

## التطبيقات

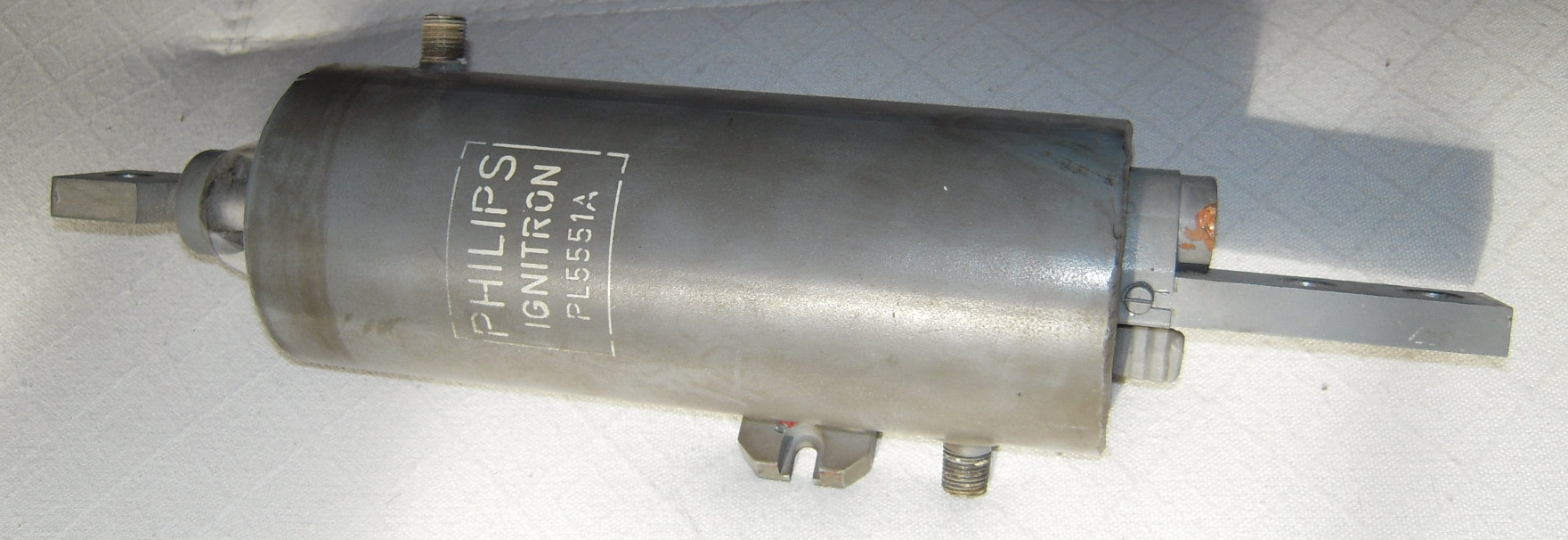
إجنيترون تصنيف 56 أمبير. وصلات سترة التبريد مرئية. أثناء الاستخدام ، تم تركيب الجهاز بحيث يكون النص في وضع مستقيم.

لطالما استخدمت الإشعال كمعدلات عالية التيار في المنشآت الصناعية والمرافق الرئيسية حيث يجب تحويل آلاف الأمبيرات من التيار المتردد إلى التيار المستمر، مثل مصاهر الألمنيوم. تم استخدام الإشعال للتحكم في التيار في آلات اللحام الكهربائية. تم التحكم أيضًا في المحركات الكهربائية الكبيرة بواسطة الإشعال المستخدم في بوابات  بطريقة مشابهة لأجهزة أشباه الموصلات الحديثة مثل المقومات التي يتم التحكم فيها بالسيليكون والتيرستورات. استخدمتها العديد من القاطرات الكهربائية جنبًا إلى جنب مع المحولات لتحويل التيار المتردد عالي الجهد من الخطوط العلوية إلى تيار مستمر منخفض الجهد نسبيًا لمحركات الجر. حملت قاطرات الشحن E44 التابعة لقطار بنسلفانيا للسكك الحديدية إشعالًا على متنها، كما فعلت قاطرة الشحن الروسية ВЛ-60. بالنسبة للعديد من التطبيقات الحديثة، تم استبدال الإشعال ببدائل الحالة الصلبة.
نظرًا لأنها أكثر مقاومة للتلف بسبب التيار الزائد أو الجهد الخلفي، لا يزال يتم تصنيع واستخدام أشباه الموصلات في بعض التركيبات. على سبيل المثال، لا تزال مركبات الإشعال «المصنفة بالنبض» تُستخدم في بعض تطبيقات الطاقة النبضية. يمكن لهذه الأجهزة تبديل مئات الكيلو أمبيرات وتوقف ما يصل إلى 50 كيلو فولت. غالبًا ما يتم تصنيع الأنودات الموجودة في هذه الأجهزة من معدن مقاوم للصهر، عادة ما يكون الموليبدينوم، للتعامل مع التيار العكسي أثناء التفريغ الرنين (أو التذبذب) دون حدوث تلف. عادة ما تعمل النبضات ذات التصنيف النبضي في دورات تشغيل منخفضة للغاية. غالبًا ما تستخدم لتبديل بنوك المكثفات عالية الطاقة أثناء التشكيل الكهرومغناطيسي، والتشكيل الكهروهيدروليكي، أو للدائرة القصيرة الطارئة لمصادر الطاقة عالية الجهد (تبديل «المخل»).

## مقارنة مع صمام القوس الزئبقي
على الرغم من أن المبادئ الأساسية لكيفية تكوين القوس، إلى جانب العديد من جوانب البناء، تشبه إلى حد بعيد الأنواع الأخرى من صمامات القوس الزئبقي، إلا أن الإشعال يختلف عن صمامات القوس الزئبقي الأخرى في أن القوس يشتعل في كل مرة يتم فيها إشعال دورة التوصيل، ثم تنطفئ عندما ينخفض التيار إلى ما دون العتبة حرجة.
في الأنواع الأخرى من صمامات القوس الزئبقي، يتم إشعال القوس مرة واحدة فقط عند تنشيط الصمام لأول مرة، وبعد ذلك يظل ثابتًا بشكل دائم، بالتناوب بين الأنود الرئيسي (الأنود) والأنود المساعد منخفض الطاقة أو دائرة البقاء على قيد الحياة . علاوة على ذلك، فإن شبكات التحكم مطلوبة من أجل ضبط توقيت بدء التوصيل.
يسمح إجراء إشعال القوس في وقت مضبوط، كل دورة، للإشعال بالاستغناء عن الأنود الإضافي وشبكات التحكم التي تتطلبها صمامات القوس الزئبقي الأخرى. ومع ذلك، فإن العيب هو أن قطب الإشعال يجب أن يتم وضعه بدقة شديدة، وبالكاد يلمس سطح تجمع الزئبق، مما يعني أنه يجب تثبيت الإشعال بدقة شديدة في غضون بضع درجات من الوضع الرأسي.

## روابط خارجية
- دراسة شاملة لمضخات الإشعال عالية الطاقة ديانا لين لوري
- تحل مفاتيح أشباه الموصلات محل الثيراترون والإنيترونات
- موسوعة بريتانيكا على الإنترنت – إغنيترون
- اليكتروبيديا – اجنيترون